# 2008년 하계 올림픽 가나 선수단
2008년 하계 올림픽 가나 선수단은 중화인민공화국 베이징에서 개최된 2008년 하계 올림픽에 참가한 올림픽 가나 선수단이다. 9명의 선수로 편성되어 육상, 복싱 등 2종목에 참가하였다.

### 육상
남자
| 선수          | 세부 종목 | 1차 예선 | 1차 예선 | 2차 예선  | 2차 예선  | 준결선    | 준결선    | 결선      | 결선      |
| 선수          | 세부 종목 | 기록     | 순위     | 기록      | 순위      | 기록      | 순위      | 기록      | 최종 순위 |
| 아지즈 자카리 | 100 m     | 10.34    | 33       | 10.24     | 23        | 진출 실패 | 진출 실패 | 진출 실패 | 진출 실패 |
| 세드 아무     | 200 m     | 20.91    | 33       | 진출 실패 | 진출 실패 | 진출 실패 | 진출 실패 | 진출 실패 | 진출 실패 |

여자
| 선수      | 세부 종목 | 1차 예선 | 1차 예선 | 2차 예선  | 2차 예선  | 준결선    | 준결선    | 결선      | 결선      |
| 선수      | 세부 종목 | 기록     | 순위     | 기록      | 순위      | 기록      | 순위      | 기록      | 최종 순위 |
| 비다 아님 | 100 m     | 11.47    | 27       | 11.32     | 14        | 11.51     | 16        | 진출 실패 | 진출 실패 |
| 비다 아님 | 200 m     | 불참     | 불참     | 진출 실패 | 진출 실패 | 진출 실패 | 진출 실패 | 진출 실패 | 진출 실패 |

## 복싱
| 선수                 | 세부 종목     | 32강                           | 16강                      | 8강       | 준결승    | 결승      |           |
| 선수                 | 세부 종목     | 경기 결과                      | 경기 결과                 | 경기 결과 | 경기 결과 | 경기 결과 |           |
| -------------------- | ------------- | ------------------------------ | ------------------------- | --------- | --------- | --------- | --------- |
| 만요 플랜지          | 라이트 플라이 | 타나모어 (PHI) · 승 6:3        | 카르발료 (BRA) · 패 12:21 | 진출 실패 | 진출 실패 | 진출 실패 | 진출 실패 |
| 이샤 사미르          | 밴텀          | 만자니아 랭겔 (VEN) · 패 10:13 | 진출 실패                 | 진출 실패 | 진출 실패 | 진출 실패 |           |
| 프린스 드자니에      | 페더          | 토리엔테 (CUB) · 패 2-11       | 진출 실패                 | 진출 실패 | 진출 실패 | 진출 실패 |           |
| 사무엘 코테이 니콰예 | 라이트 웰터   | 손더즈 (GBR) · 패 KO (1:24)    | 진출 실패                 | 진출 실패 | 진출 실패 | 진출 실패 |           |
| 아흐메드 사라쿠      | 미들          | 하코비안 (ARM) · 패 8:14       | 진출 실패                 | 진출 실패 | 진출 실패 | 진출 실패 |           |
| 바스티르 사미르      | 라이트 헤비   | 도다 (NGR) · 승 RSC            | 실바 (BRA) · 패 7:9       | 진출 실패 | 진출 실패 | 진출 실패 | 진출 실패 |